# Top Model of the World 2014
Top Model of the World 2014 fue la 21.ª edición del certamen Top Model of the World, correspondiente al año 2014; la cual se llevó a cabo el 11 de abril en El Gouna, Egipto. Candidatas de 42 países y territorios autónomos compitieron por el título. Al final del evento, Mónica Esperanza Palacios Mora, Top Model of The World 2013 de Caribe, coronó a Tania Valencia Cuero, de Colombia, como su sucesora.

## Resultados
| Posiciones                  | Candidata |
| --------------------------- | --- |
| Top Model of the World 2014 | - Colombia - Tania Valencia Cuero |
| Primera Finalista           | - Puerto Rico - Jailenne Rivera Rodríguez |
| Segunda Finalista           | - Sudáfrica - Anrónet Ann Roelofsz |
| Tercera Finalista           | - Tanzania - Niler Benard Mruma |
| Cuarta Finalista            | - Italia - Giulia Campesi |
| Top 16                      | - Albania - Margarita Cjapi - Bahamas - Peandra Knowles - Bélgica - Fenne Verrecas - El Salvador - Jacqueline Magaña - Honduras - Olga Sirey Morán Castro - Mongolia - Indra Enkhdelger - Montenegro - Edina Balic - Paraguay - Vannesa Barcelo Lautenschlager - Portugal - Joana Peta - Rusia - Anzhelika Iakuseva - Turquía - Tiffany Kurak |

## Premios especiales
| Premio          | Candidata                          |
| --------------- | ---------------------------------- |
| Miss Fotogénica | - Tanzania - Niler Benard Mrum     |
| Mejor Cuerpo    | - Nigeria - Sarah Tonkiri          |
| Mejor Estilo    | - Tailandia - Ananya Mongkolthai   |
| Mejor Sonrisa   | - Portugal - Joana Peta            |
| Miss Globe      | - Sudáfrica - Anrónet Ann Roelofsz |
| Reina de Europa | - Turquía - Tiffany Kurak          |

## Candidatas
42 candidatas compitieron por el título:
(En la tabla se utiliza su nombre completo, los sobrenombres van entrecomillados y los apellidos utilizados como nombre artístico, entre paréntesis; fuera de ella se utilizan sus nombres «artísticos» o simplificados).
| País/Territorio | Candidata                        | Edad | Estatura | Residencia      |
| --------------- | -------------------------------- | ---- | -------- | --------------- |
| Albania         | Margarita Cjapi                  | 23   | 1.74 m   | Tirana          |
| Alemania        | Alina Moch                       | 25   | 1.72 m   | Osnabrück       |
| Australia       | Brooke Hamill                    | 18   | 1.68 m   | Berwick         |
| Bahamas         | Peandra Knowles                  | 22   | 1.73 m   | Freeport        |
| Bélgica         | Fenne Verrecas                   | 17   | 1.73 m   | Oostkamp        |
| Botsuana        | Segolame Kudumedi                | 25   | 1.76 m   | Maboane         |
| Canadá          | Sara Michelle Winter             | 19   | 1.77 m   | Duncan          |
| Cáucaso         | Marina Karpova                   | 18   | 1.87 m   | Anapa           |
| China           | Yi-Han Wang                      | 23   | 1.78 m   | Shanghái        |
| Colombia        | Tania Valencia Cuero             | 23   | 1.76 m   | Cali            |
| Dinamarca       | Yasmina Bach                     | 21   | 1.74 m   | Aalborg         |
| El Salvador     | Jacqueline Magaña                | 22   | 1.68 m   | San Salvador    |
| Estados Unidos  | Eralda Miraka                    | 20   | 1.79 m   | Nueva York      |
| Etiopía         | Meron Wudneh                     | 24   | 1.84 m   | Adís Abeba      |
| Francia         | Anissa Tifourghi                 | 22   | 1.74 m   | París           |
| Gales           | Kelly Lloyd                      | 26   | 1.73 m   | Mountain Ash    |
| Honduras        | Olga Sirey Morán Castro          | 23   | 1.75 m   | El Progreso     |
| India           | Nanda Swati                      | 24   | 1.79 m   | Bombay          |
| Inglaterra      | Lydia Nilsen                     | 17   | 1.71 m   | Liverpool       |
| Italia          | Giulia Campesi                   | 17   | 1.75 m   | Cagliari        |
| Jamaica         | Francis Lee-Chen                 | 26   | 1.74 m   | Düsseldorf      |
| Kosovo          | Albulena Gagica                  | 18   | 1.74 m   | Pristina        |
| Letonia         | Anzelina Lucenko                 | 21   | 1.81 m   | Jūrmala         |
| Macedonia       | Katerina Dineska                 | 22   | 1.75 m   | Skopie          |
| Mar Báltico     | Alina Gabriel                    | 19   | 1.80 m   | Aquisgrán       |
| Mauricio        | Deanna Valerie Anaïs Veerapatren | 27   | 1.83 m   | Curepipe        |
| Mediterráneo    | Arsilda Lila                     | 20   | 1.73 m   | Tirana          |
| Mongolia        | Indra Enkhdelger                 | 18   | 1.80 m   | Ulán Bator      |
| Montenegro      | Edina Balic                      | 18   | 1.78 m   | Berlín          |
| Nigeria         | Sarah Tonkiri                    | 20   | 1.88 m   | Lagos           |
| Paraguay        | Vannesa Barcelo Lautenschlager   | 23   | 1.75 m   | Ciudad del Este |
| Portugal        | Joana Peta                       | 24   | 1.76 m   | Faro            |
| Puerto Rico     | Jailenne Rivera Rodríguez        | 20   | 1.78 m   | Ponce           |
| Rumania         | Diana Florina Coras              | 21   | 1.80 m   | Beiuș           |
| Rusia           | Anzhelika Iakuseva               | 22   | 1.75 m   | Ufá             |
| Sudáfrica       | Anrónet Ann Roelofsz             | 19   | 1.80 m   | Pretoria        |
| Sri Lanka       | Solange Kristina Gunawijeya      | 22   | 1.77 m   | Nugegoda        |
| Suecia          | Nina Charlotte Sjölin            | 20   | 1.72 m   | Estocolmo       |
| Tailandia       | Ananya Mongkolthai               | 25   | 1.77 m   | Chiang Mai      |
| Taiwán          | Chieh-Ling Cheng                 | 25   | 1.73 m   | Taipéi          |
| Tanzania        | Niler Benard Mruma               | 21   | 1.75 m   | Zanzíbar        |
| Turquía         | Tiffany Kurak                    | 18   | 1.76 m   | Leonberg        |

### Candidatas retiradas
- Egipto - Mindy Mohamed
- Escocia - Alexandra Lilley
- Filipinas - Janicel Lubina
- Guadalupe - Maureen Defy Maina
- Países Bajos - Milou van den Bosch

### Candidatas reemplazadas
- Bahamas - Rayne Armbrister fue reemplazada por Peandra Knowles.

## Datos acerca de las delegadas
- Algunas de las delegadas de Top Model of the World 2014 han participado en otros certámenes internacionales de importancia:
  - Fenne Verrecas (Bélgica) participó sin éxito en Miss Tierra 2016 y segunda finalista en Miss Eco Internacional 2017.
  - Sara Michelle Winter (Canadá) fue cuartofinalista en Supermodel Internacional 2012, representando a Toronto, y participó sin éxito en Miss Grand Internacional 2020.
  - Olga Sirey Morán Castro (Honduras) participó sin éxito en Miss Intercontinental 2014 y Miss Universo 2016 y ganadora de Nuestra Belleza Latina 2021.
  - Anzelina Lucenko (Letonia) participó sin éxito en Miss Intercontinental 2013.
  - Alina Gabriel (Mar Báltico) participó sin éxito en Miss Intercontinental 2016 representando a Kazajistán.
  - Deanna Valerie Anaïs Veerapatren (Mauricio) participó sin éxito en Miss Mundo 2009, Miss Universo 2009 y Miss Internacional 2010.
  - Arsilda Lila (Mediterráneo) fue ganadora de Top Model Mediterranean 2014 y participó sin éxito en Bride of the World 2014, en estos certámenes representando a Albania, y World Next Top Model 2015, representando a Kosovo.
  - Joana Peta (Portugal) participó sin éxito en Miss Internacional 2012.
  - Solange Kristina Gunawijeya (Sri Lanka) participó sin éxito en Miss Tierra 2013.
  - Anrónet Ann Roelofsz (Sudáfrica) participó sin éxito en Miss Intercontinental 2016 y Miss Grand Internacional 2020.
  - Nina Charlotte Sjölin (Suecia) participó sin éxito en Miss Supranacional 2010.

## Sobre los países en Top Model of the World 2014

### Naciones debutantes
- Botsuana
- Jamaica
- Montenegro

### Naciones que regresan a la competencia
Compitió por última vez en 1998:
- Paraguay

Compitió por última vez en 2002:
- Mauricio

Compitió por última vez en 2005:
- Etiopía

Compitieron por última vez en 2006/2007:
- Gales
- Mongolia

Compitieron por última vez en 2009/2010:
- Bahamas
- Francia
- Mediterráneo

Compitió por última vez en 2010/2011:
- China

Compitieron por última vez en 2011/2012:
- Bélgica
- El Salvador
- Honduras
- Macedonia
- Sudáfrica

### Naciones ausentes
| - Almatý - Balcanes - Bangladés - Bielorrusia - Caribe - Cuba - España - Filipinas - Ghana - Golfo de Guinea - Guadalupe - Kazajistán | - Luxemburgo - México - Países Bajos - Polonia - República Dominicana - Serbia - Surinam - Tartaristán - Ucrania - Venezuela - Zambia - Zimbabue |